# Thiazine
La thiazine est un composé hétérocylique, constitué d'un cycle à six atomes, un cycle contenant, quatre de  carbone, un d'azote et un de soufre, et comportant deux liaisons doubles. C'est une molécule d'azine (pyridine) dont l'un des cinq atome de carbone a été substitué par un atome de soufre. Du fait de la position relative possible des atomes d'azote et de soufre et des doubles liaisons, la thiazine existe sous la forme de huit isomères :
- trois isomères de la 1,2-thiazine : 2H-1,2-thiazine, 4H-1,2-thiazine et 6H-1,2-thiazine
- trois isomères de la 1,3-thiazine : 2H-1,3-thiazine, 4H-1,3-thiazine et 6H-1,3-thiazine
- deux isomères de la 1,4-thiazine : 4H-1,4-thiazine et 2H-1,4-thiazine

## Propriétés
| Thiazine         |              |              |              |
| Nom IUPAC        | 1,2-thiazine | 1,3-thiazine | 1,4-thiazine |
| Structure        |              |              |              |
| N° CAS           | 11084-06-3   |              | 290-57-3     |
| PubChem          | 15789245     |              |              |
| Formule chimique | C4H5NS       | C4H5NS       | C4H5NS       |

## Dérivés
On appelle également « thiazines »  les composés chimiques contenant un groupe thiazine. On y trouve parmi les dérivés de la 1-4-thiazine des colorants (bleu de méthylène), des sédatifs et des insecticides. Parmi les dérivés de la 1-3-thiazine, on compte les céphalosporines, une classe d'antibiotiques et la xylazine. Les dérivés hydrogénés de la 1-2-thiazine sont obtenus par cycloadditions [4+2].